# Francia en los Juegos Olímpicos de Grenoble 1968
Francia estuvo representada en los Juegos Olímpicos de Grenoble 1968 por un total de 75 deportistas que compitieron en 10 deportes.  
El portador de la bandera en la ceremonia de apertura fue el saltador en esquí Gilbert Poirot.

## Medallistas
El equipo olímpico francés obtuvo las siguientes medallas:
| Nombre             | Deporte            | Competición       |
| ------------------ | ------------------ | ----------------- |
| Oro                |                    |                   |
| Jean-Claude Killy  | Esquí alpino       | Descenso M        |
| Jean-Claude Killy  | Esquí alpino       | Eslalon M         |
| Jean-Claude Killy  | Esquí alpino       | Eslalon gigante M |
| Marielle Goitschel | Esquí alpino       | Eslalon F         |
| Plata              |                    |                   |
| Guy Périllat       | Esquí alpino       | Descenso M        |
| Isabelle Mir       | Esquí alpino       | Descenso F        |
| Annie Famose       | Esquí alpino       | Eslalon gigante F |
| Bronce             |                    |                   |
| Annie Famose       | Esquí alpino       | Eslalon F         |
| Patrick Péra       | Patinaje artístico | Individual M      |